# Czerep
Czerep – skorupa ceramiczna, stanowiąca właściwą ściankę przedmiotu; wypalona, lecz nieszkliwiona bez angoby i dekoracji.
Wypalenie wyrobu pozbawia masę ceramiczną wody, zmienia jej właściwości fizyczne i chemiczne. Czerep jest twardy, porowaty, kruchy, dźwięczy przy uderzeniu, zachowuje na stałe kształt nadany przed wypaleniem.

Goły czerep będący gotowym produktem charakterystyczny jest dla naczyń ceramicznych ludów pierwotnych (np. ceramika siwa) oraz niektórych kultur wiejskich Polski (np. ceramika iłżecka).
Czerep to także skorupa stłuczonego naczynia.